# Agastoschizomus tamaulipensis
Espèce
Agastoschizomus tamaulipensis est une espèce de schizomides de la famille des Protoschizomidae.

## Distribution
Cette espèce est endémique du Tamaulipas au Mexique. Elle se rencontre dans la grotte Grutas de Quintero à Ciudad Mante.

## Description
Le mâle holotype mesure 6,40 mm.

## Étymologie
Son nom d'espèce, composé de tamaulip[as] et du suffixe latin -ensis, « qui vit dans, qui habite », lui a été donné en référence au lieu de sa découverte, le Tamaulipas.

## Publication originale
- Monjaraz-Ruedas, Francke & Cokendolpher 2016 : Three new species of Agastoschizomus (Arachnida: Schizomida: Protoschizomidae) from North America. Revista Mexicana de Biodiversidad, vol. 87, no 2, p. 337-346.